# Battarreoides diguetii
Battarreoides diguetii är en svampart som först beskrevs av Pat. & Har., och fick sitt nu gällande namn av R. Heim & T. Herrera 1962. Battarreoides diguetii ingår i släktet Battarreoides och familjen Agaricaceae.   Inga underarter finns listade i Catalogue of Life.